# Lista de episódios de Reign
A seguir segue a lista de episódios de Reign, uma série de televisão norte-americana de ficção histórica que estreou em 17 de outubro de 2013 na The CW.

## Resumo
| Temporada | Temporada | Episódios | Episódios | Originalmente exibido   | Originalmente exibido |
| Temporada | Temporada | Episódios | Episódios | Estreia da temporada    | Final da temporada    |
| --------- | --------- | --------- | --------- | ----------------------- | --------------------- |
|           | 1         | 22        | 22        | 17 de outubro de 2013   | 15 de maio de 2014    |
|           | 2         | 22        | 22        | 2 de outubro de 2014    | 14 de maio de 2015    |
|           | 3         | 18        | 18        | 9 de outubro de 2015    | 20 de junho de 2016   |
|           | 4         | 16        | 16        | 10 de fevereiro de 2017 | 16 de junho de 2017   |